# Mártioda
Mártioda (en euskera y oficialmente Martioda) es un concejo del municipio de Vitoria, en la provincia de Álava, País Vasco (España).

## Geografía
Es uno de los concejos integrados en la llamada Zona Rural Noroeste de Vitoria. El pueblo está situado 11 km al noroeste del centro de Vitoria.

## Despoblado
Forma parte del concejo el despoblado de:
- Urrialdo.

## Historia
Las primeras menciones escritas acerca del concejo datan del siglo XV. Tuvo el rango histórico de hermandad y villa señorial, primero en manos de los Hurtado de Mendoza, señores de Mártioda, luego fue propiedad del duque de Tovar, siendo siempre sus vecinos arrendatarios del señor de turno. Los últimos propietarios privados de la villa fueron los señores Mazarredo que la vendieron en su integridad a la Diputación Foral de Álava en 1975 por 50 millones de pesetas. Formó parte del municipio de Los Huetos hasta su anexión por el ayuntamiento de Vitoria en 1975.
En la sacristía de la Parroquia de San Juan Evangelista de Mártioda se conserva un relicario en forma de altar que, según tradición local, contiene los cráneos que pertenecieron a los mártires de la legión romana Tebana, conocidos también como "Tebeos".  Esta tradición asegura que se trata de los legionarios que, acaudillados por su comandante San Mauricio, fueron martirizados a finales del s. III por confesar su religión cristiana.
La leyenda explica que Urrialdo se despobló porque sus habitantes morían al mirar al Basilisco que apareció en la balsa del pueblo. El Basilisco murió al verse reflejado en las ventanillas de un carruaje que llegó a la localidad.

## Demografía
En la primera década del siglo XXI, el concejo se mantuvo en torno a la docena de habitantes, si bien en 2013 inició un periodo de aumento de población que ha alcanzado su pico en 2017, cuando ha alcanzado los 32 habitantes.
| Gráfica de evolución demográfica de Mártioda entre 2000 y 2017 |
|                                                                |
| Población de derecho según los censos de población del INE.    |

## Cultura

### Patrimonio material

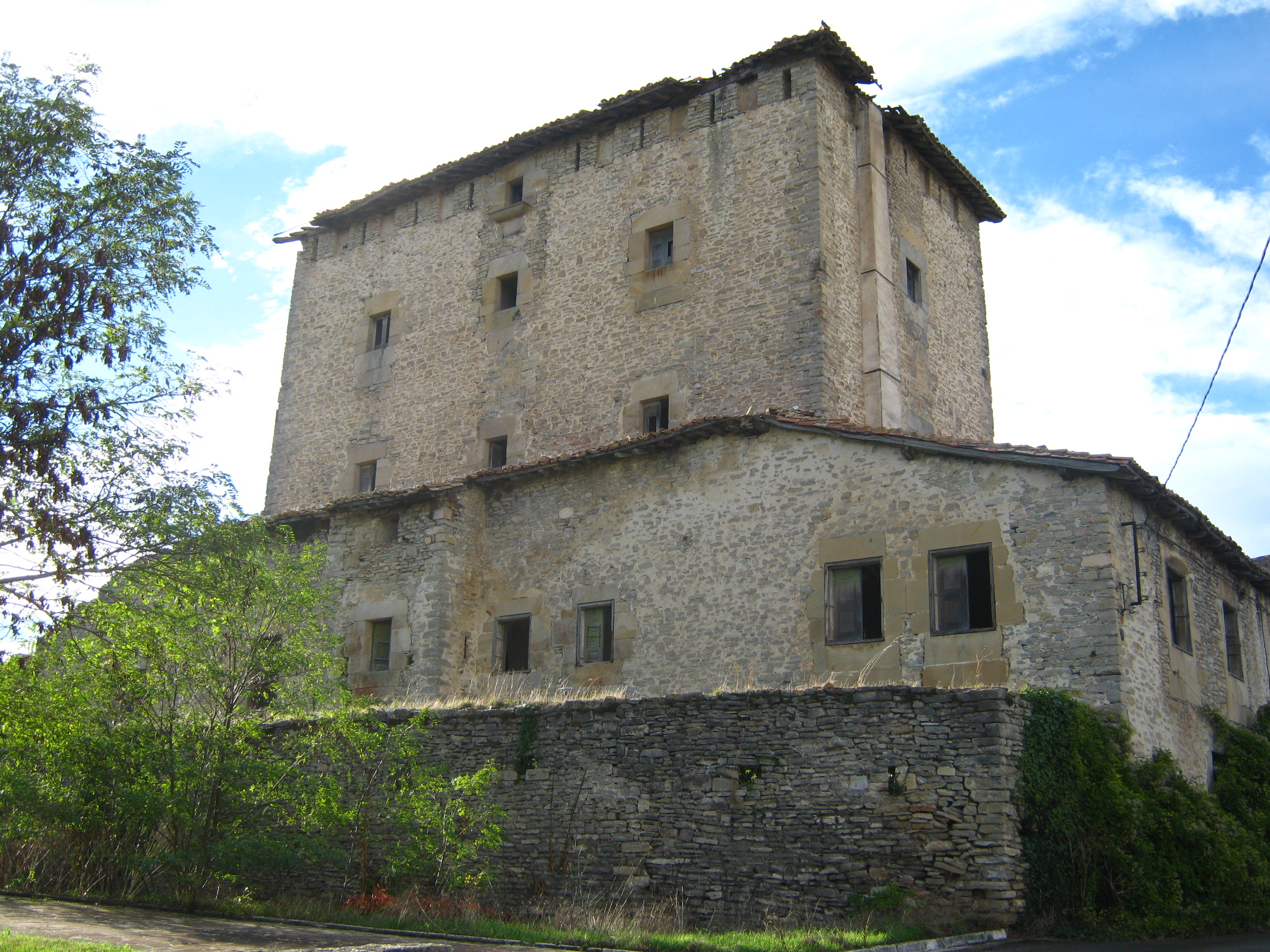
Torre de los Hurtado de Mendoza

- Torre de los Hurtado de MendozaTorre y palacio de los Hurtado de Mendoza

Es el principal patrimonio arquitectónico de este concejo. Fue construido en el siglo XIII, aunque se reconstruyó totalmente en el siglo XVIII. Perteneció originalmente al poderoso linaje alavés de los Hurtado de Mendoza, que dirigieron desde esta casa-torre sus señoríos del territorio. Fue utilizado también como cárcel. Actualmente es propiedad de la Diputación Foral de Álava, habiendo sido recientemente restaurada.
- Iglesia de San Juan Evangelista. Construida a finales del siglo XV, destaca por su planta de salón, bóvedas estrelladas y elementos decorativos como un ventanal con tímpano calado y arcos canopiales. Las Reliquias de Martioda, restauradas en 2023, incluyen huesos del siglo III d. C. y relicarios flamencos del siglo XVII, traídos por los Hurtado de Mendoza desde Bruselas.[2]
- Ermita de la Virgen de Urrialdo.

### Patrimonio inmaterial

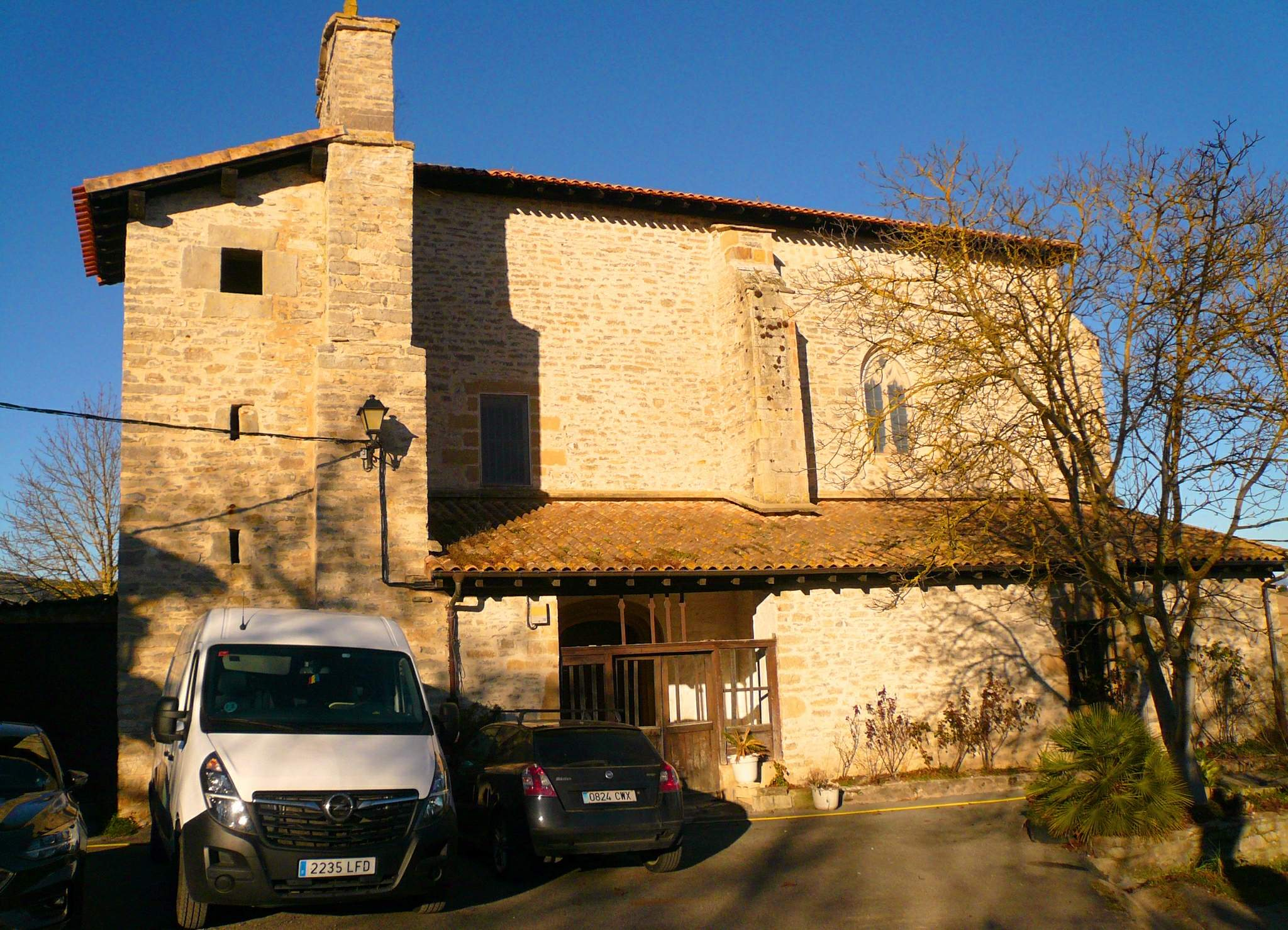
Iglesia de San Juan Evangelista

Las fiestas patronales se celebran el 15 de septiembre en honor de la Virgen de Urrialdo.